# Przyszowa
Przyszowa ist eine Ortschaft mit einem Schulzenamt der Gemeinde Łukowica im Powiat Limanowski der Woiwodschaft Kleinpolen in Polen.

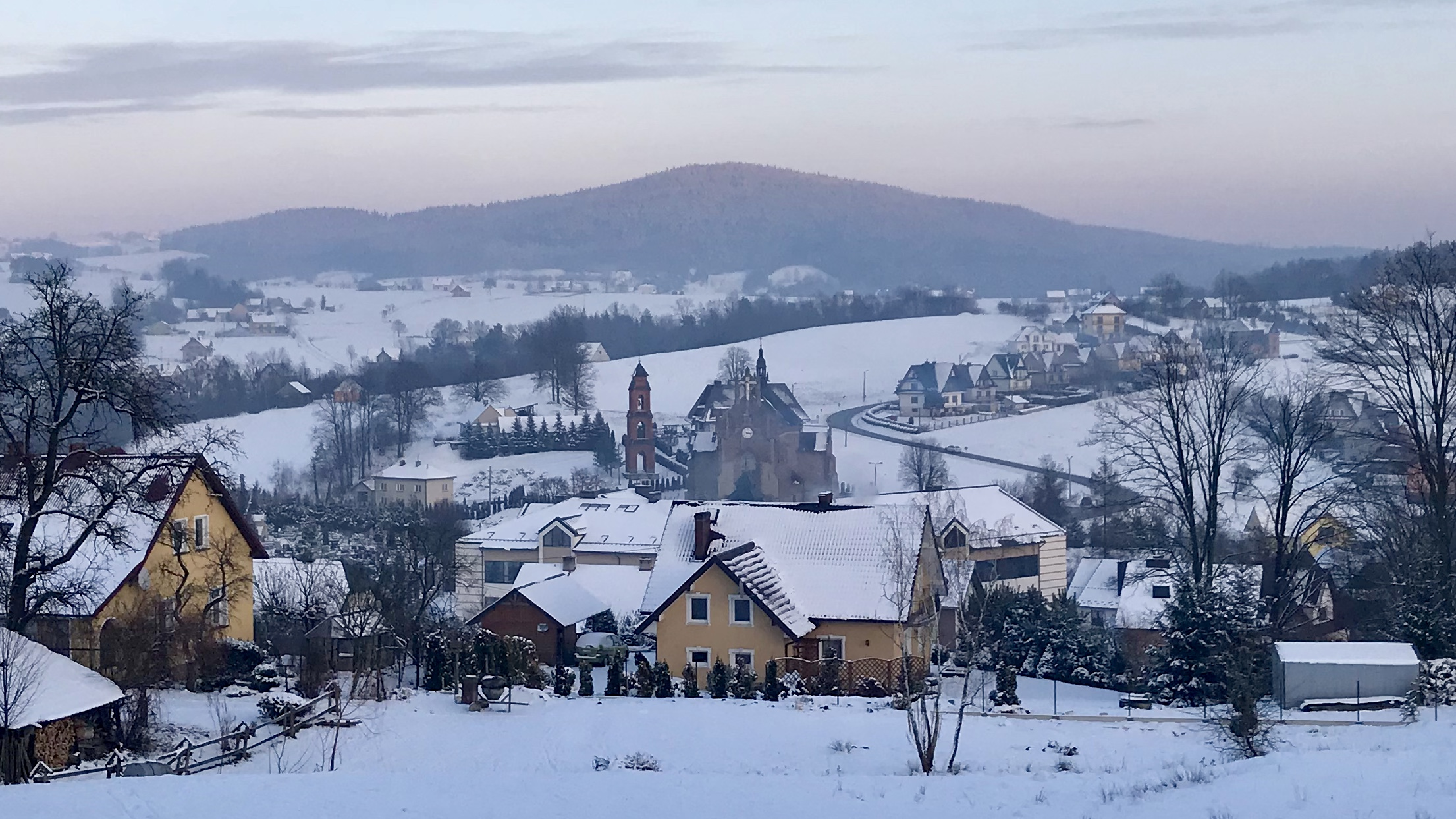
Przyszowa im Winter

## Geographie
Der Ort liegt am oberen Lauf des Bachs Słomka, eines linken Zufluss des Dunajec, in den Inselbeskiden. Die Nachbarorte sind Łukowica im Süden, Roztoka im Südwesten, Siekierczyna im Westen, Kanina im Norden, Wysokie im Nordosten, Długołęka-Świerkla im Osten, sowie Stronie im Südosten.

## Geschichte
In Przyszowa befand sich ein Slawischer Burgwall sowie eine kleine Burg der Familie Wierzbięta des Wappens Janina vor der ersten Erwähnung als die Pfarrei Prissowa im Peterspfennigregister des Bistums Krakau aus den Jahren 1325 bis 1327. Der besitzanzeigende Name ist vom Personennamen Przysz (=Przybysław) abgeleitet.

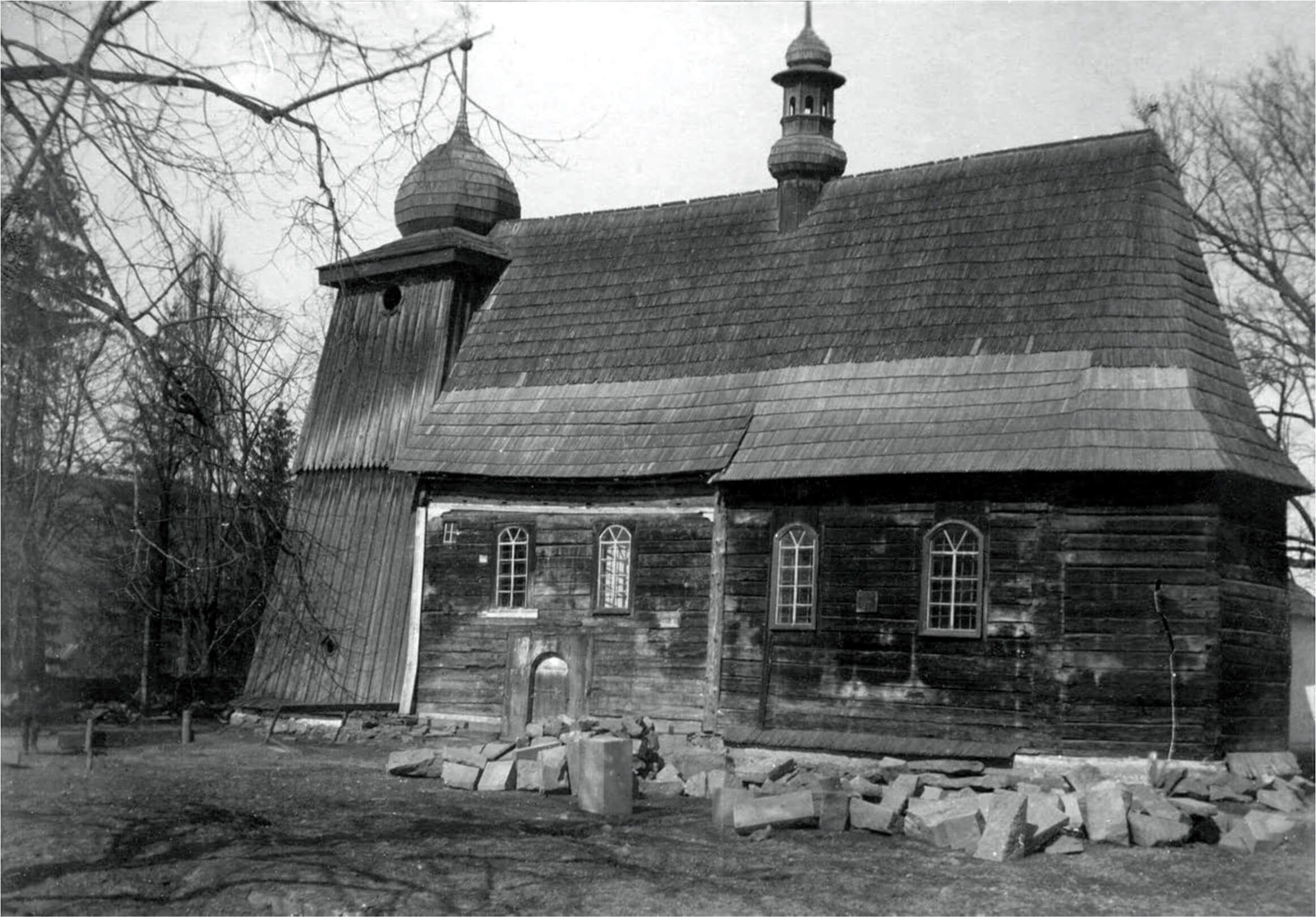
Alte Holzkirche 1612 bis 1907

Politisch und administrativ gehörte das private Dorf zum Königreich Polen (ab 1569 in der Adelsrepublik Polen-Litauen), Woiwodschaft Krakau, Kreis Sącz. In der Zeit der Reformation um das Jahr 1600 gehörte es zum Andrzej Wierzbięta, einem leidenschaftlichen Anhänger der Arianismus (siehe Polnische Brüder). 1580 wurde der römisch-katholische Priester vertrieben und die Kirche wurde vernachlässigt. Nach dem Rückkehr der Familie Wierzbięta zur katholischen Kirche wurde eine neue Holzkirche 1612 erbaut.
Nach der Ersten Teilung Polens kam Przyszowa zum neuen Königreich Galizien und Lodomerien des habsburgischen Kaiserreichs (ab 1804).

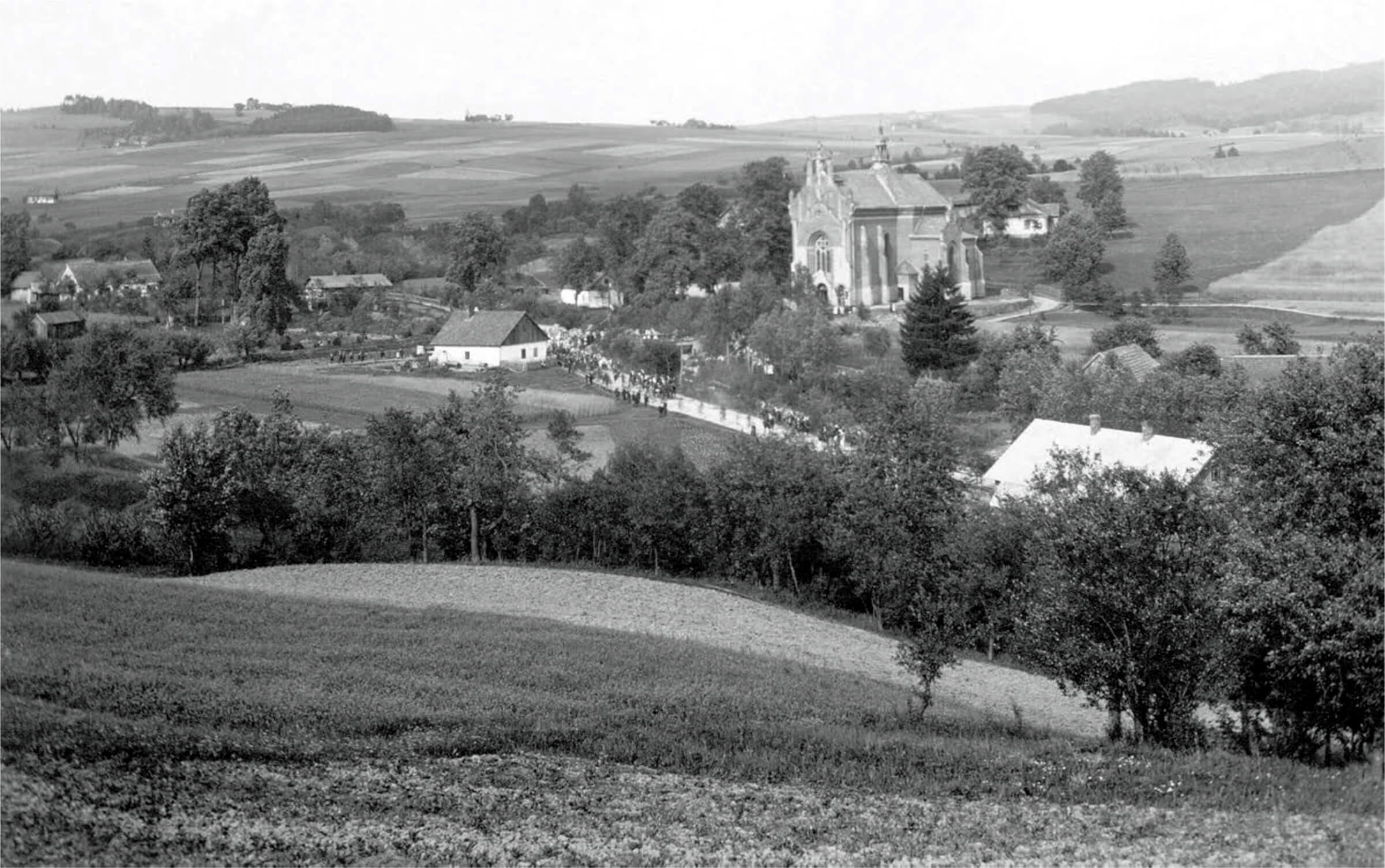
Przyszowa im Jahr 1930

1918, nach dem Ende des Ersten Weltkriegs und dem Zusammenbruch der k.u.k. Monarchie, kam Przyszowa zu Polen. Unterbrochen wurde dies durch die Besetzung Polens durch die Wehrmacht im Zweiten Weltkrieg, während der es zum Distrikt Krakau im Generalgouvernement gehörte.
Von 1975 bis 1998 gehörte Przyszowa zur Woiwodschaft Nowy Sącz.

## Persönlichkeiten
- Faustyn Żuk-Skarszewski (1819–1904), Abgeordneter des galizischen Landtags sowie im Österreichischen Abgeordnetenhauses
- Tytus Czyżewski (1880–1945), polnischer Maler, Dichter und Kunstkritiker

## Sehenswürdigkeiten

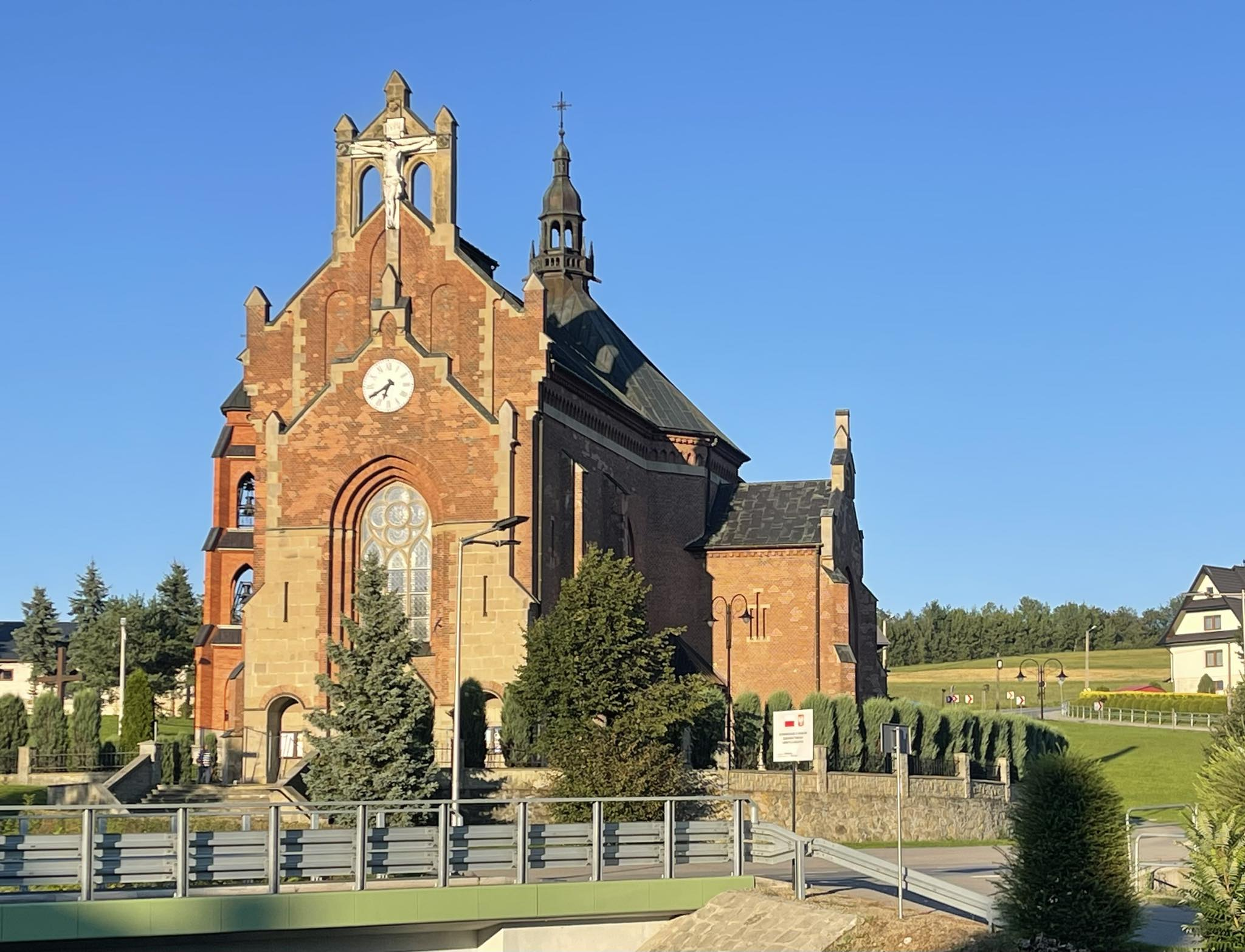
Neue Kirche

- Neue gemauerte Kirche aus den Jahren 1901 bis 1906